# 羨道墳

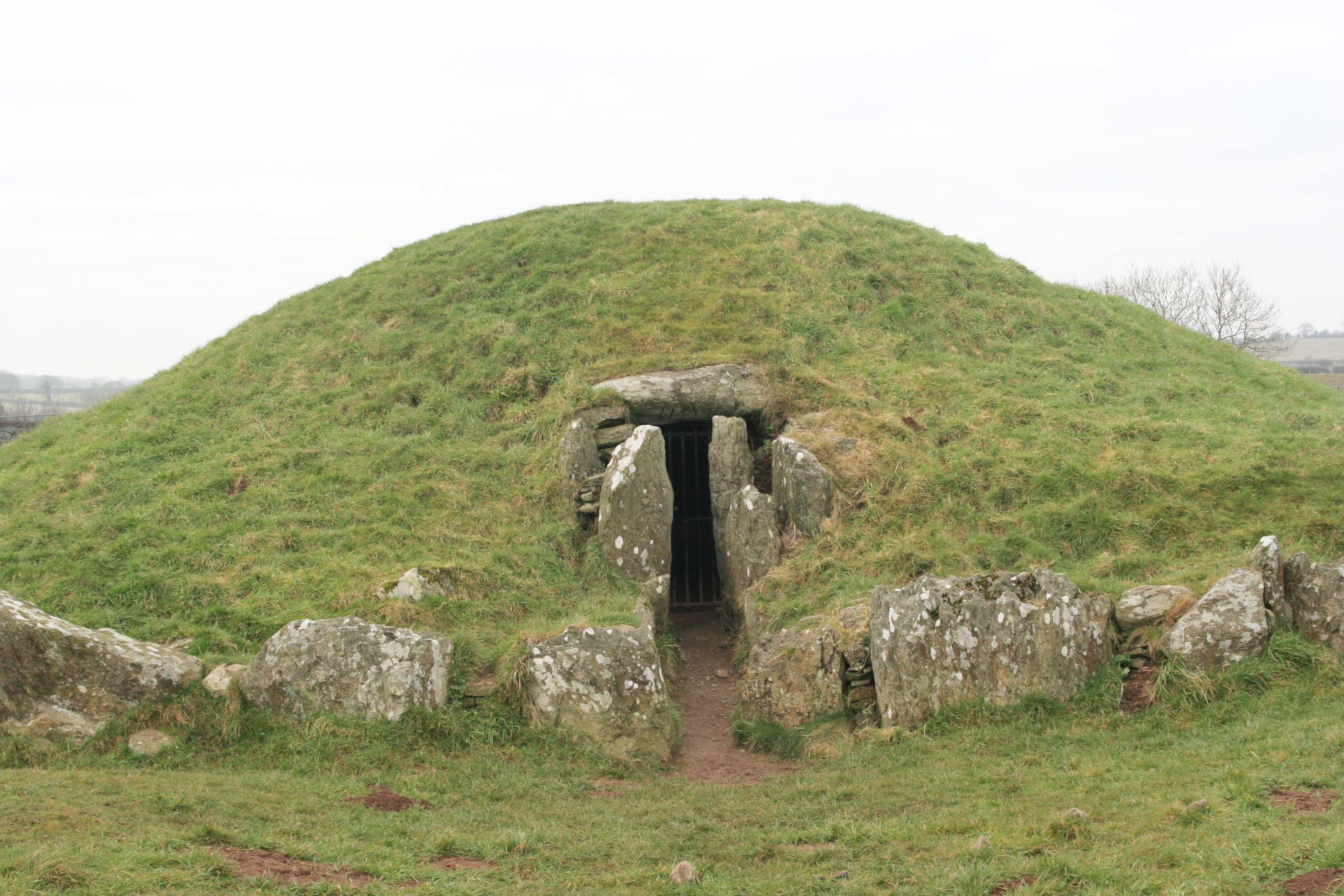
ブリン・セリ・ドゥ（ウェールズ）

羨道墳（せんどうふん、えんどうふん、英語：passage grave、passage tomb）は、新石器時代に造られた、個別の玄室（遺体が葬られている部屋、空間）に向かって、天井のない低く、狭い通路（羨道（せんどう、えんどう））がある墓である。
特殊な形としては、十字形の羨道墳、分かれていない通路のもの、広い前庭入口を備えたもの、主要な埋葬室から離れて通じている副室を備えたものなどがある。